# Currency board
Il termine inglese currency board, traducibile con comitato valutario (ma solitamente viene usata l'espressione inglese anche in italiano), designa:
- una particolare autorità monetaria che può operare in sostituzione della banca centrale o parallelamente ad essa e che emette moneta legale convertibile in una determinata valuta estera ad un tasso di cambio fisso. Per assicurare tale convertibilità tiene riserve di moneta o titoli a breve termine emessi nella valuta cui il cambio viene ancorato, in misura tale da coprire l'intero ammontare della moneta in circolazione (spesso, però, detiene riserve in eccesso);
- il regime di cambio che in questo modo viene realizzato.

Tale regime vincola la politica monetaria poiché la quantità di moneta che circola in una economia dipende dalle riserve dell'altra moneta. L'operato della banca centrale del paese che adotta il currency board è legato alla condotta della banca centrale del paese verso cui il tasso è stato fissato (con conseguente perdita di autonomia della politica monetaria).
Le barriere all'uscita da tale regime di cambio sono molto elevate.
Solitamente, un currency board ortodosso opera nel modo seguente:
- emette valuta liberamente convertibile, a un tasso di cambio fisso, in una divisa estera prefissata (valuta ancora);
- come controparte della valuta emessa, detiene riserve (in divisa estera) pari ad almeno il 100% della massa monetaria in circolazione;
- il suo consiglio di amministrazione è composto da membri di diverse nazionalità appartenenti ad importanti banche internazionali.

I profitti del currency board (signoraggio) derivano dalla differenza tra il valore dell'interesse guadagnato sulle riserve detenute ed il costo sostenuto per mettere in circolazione le proprie banconote e monete. Nel caso in cui un Paese decidesse di utilizzare una valuta estera, senza istituire quindi un currency board, perderebbe il diritto di signoraggio poiché esso sarebbe incassato dall'emittente straniero. La valuta emessa dal currency board coincide dunque con la base monetaria e le banconote e le monete emesse dal currency board sono pienamente convertibili ad un tasso di cambio fisso in valuta di riserva, e viceversa. Tale sistema assicura in ogni istante la copertura della totalità della valuta emessa mantenendo un rapporto base monetaria/riserve costante, impedendo quindi la svalutazione. Il currency board non ha dunque potere monetario discrezionale poiché le forze del mercato determinano automaticamente l'offerta di moneta.
L'aggancio valutario è adottato da alcuni paesi quali: Hong Kong vs Dollaro USA (dal 1983); Argentina vs Dollaro USA (1992-2002); Estonia vs Marco tedesco (1992- 2010); Bulgaria vs Euro. Prima della decolonizzazione era stato adottato in molti possedimenti coloniali, soprattutto britannici.